# Phare de Rotonda della Madonna
Le phare de Rotonda della Madonna (en italien : Faro di Rotonda della Madonna) est un phare actif situé sur l'île Ponza (Îles Pontines) une frazione de faisant partie du territoire de la commune de Ponza (Province de Latina), dans la région du Latium en Italie. Il est géré par la Marina Militare de Naples.

## Histoire
L'île de Ponza est la plus grande des îles Pontines. Elle est habitée.
Le phare actuel, mis en service en 1959, a été érigé sur un promontoire à environ 600 m à l'est du port. Il est entièrement automatisé et alimenté par le réseau électrique.

## Description
Le phare  est une tour conique en maçonnerie de 18 m de haut, avec galerie et lanterne, attenante à une maison de gardien de trois étage en brique rouge. La tour est blanche et le dôme de la lanterne est gris métallique. Il émet, à une hauteur focale de 61 m, quatre éclats blancs sur une période de 15 secondes. Sa portée est de 15 milles nautiques (environ 28 km) pour le feu principal et 11 milles nautiques (environ 20 km) pour le feu de veille. Il possède aussi un feu à occultations secondaire émettant un flash rouge, selon secteur NNW, visible jusqu'à 1.2 milles nautiques (2 km).
Identifiant : ARLHS : ITA-215 ; EF-2266 - Amirauté : E1580 - NGA : 9228 .

## Caractéristiques dufeu maritime
Fréquence : 30 secondes (W-W-W-W)
- Lumière : 1 seconde
- Obscurité : 1 seconde
- Lumière : 1 seconde
- Obscurité : 8 secondes

|               |
| Îles Pontines |

|                  |
| Le port de Ponza |

### Lien connexe
- Liste des phares de l'Italie